# Dynamite (KIX-Sの曲)
「Dynamite」（ダイナマイト）は、KIX-Sの10thシングル。1996年5月21日に、アポロン / Dreamixから発売された。

## 背景
表題曲は、フジテレビ系『プロ野球ニュース』のテーマソングに使用された。

## 収録曲
| 全作詞: 浜口司、全作曲: 安宅美春。 |                         |           |            |                           |      |
| #                                  | タイトル                | 作詞      | 作曲・編曲 | 編曲                      | 時間 |
| 1.                                 | 「Dynamite」            | 浜口司    | 安宅美春   | 高橋圭一 & KIX-S with MST | 4:16 |
| 2.                                 | 「羽を休めて」          | 浜口司    | 安宅美春   | 高橋圭一 & KIX-S          | 5:53 |
| 3.                                 | 「Dynamite」(Vocalless) | 浜口司    | 安宅美春   |                           | 4:05 |
| 合計時間:                          | 合計時間:               | 合計時間: | 14:14      |                           |      |